# Bryna Productions
Bryna Productions Inc., ehemals The Bryna Company, war eine 1956 durch Kirk Douglas gegründete US-amerikanische Filmproduktionsfirma mit Sitz in Beverly Hills, Kalifornien. Sie wurde nach Douglas’ Mutter, Bryna Demsky (Bryna Danielovitch), benannt. Die Firma produzierte zwischen 1955 und 1986 insgesamt 19 Filme und zusammen mit Joel Productions, einer Tochtergesellschaft, weitere sechs Filme.